# Kaynarca, Pendik
Kaynarca là một xã thuộc huyện Pendik, tỉnh Istanbul, Thổ Nhĩ Kỳ.